# Hundkapplöpning

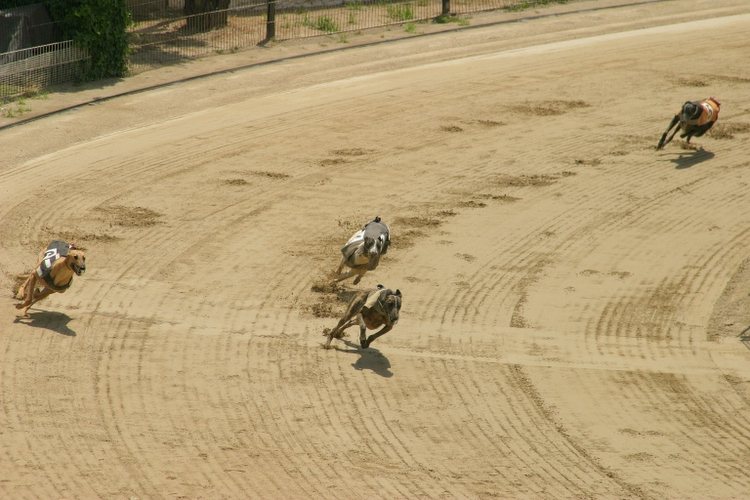
Greyhound racing

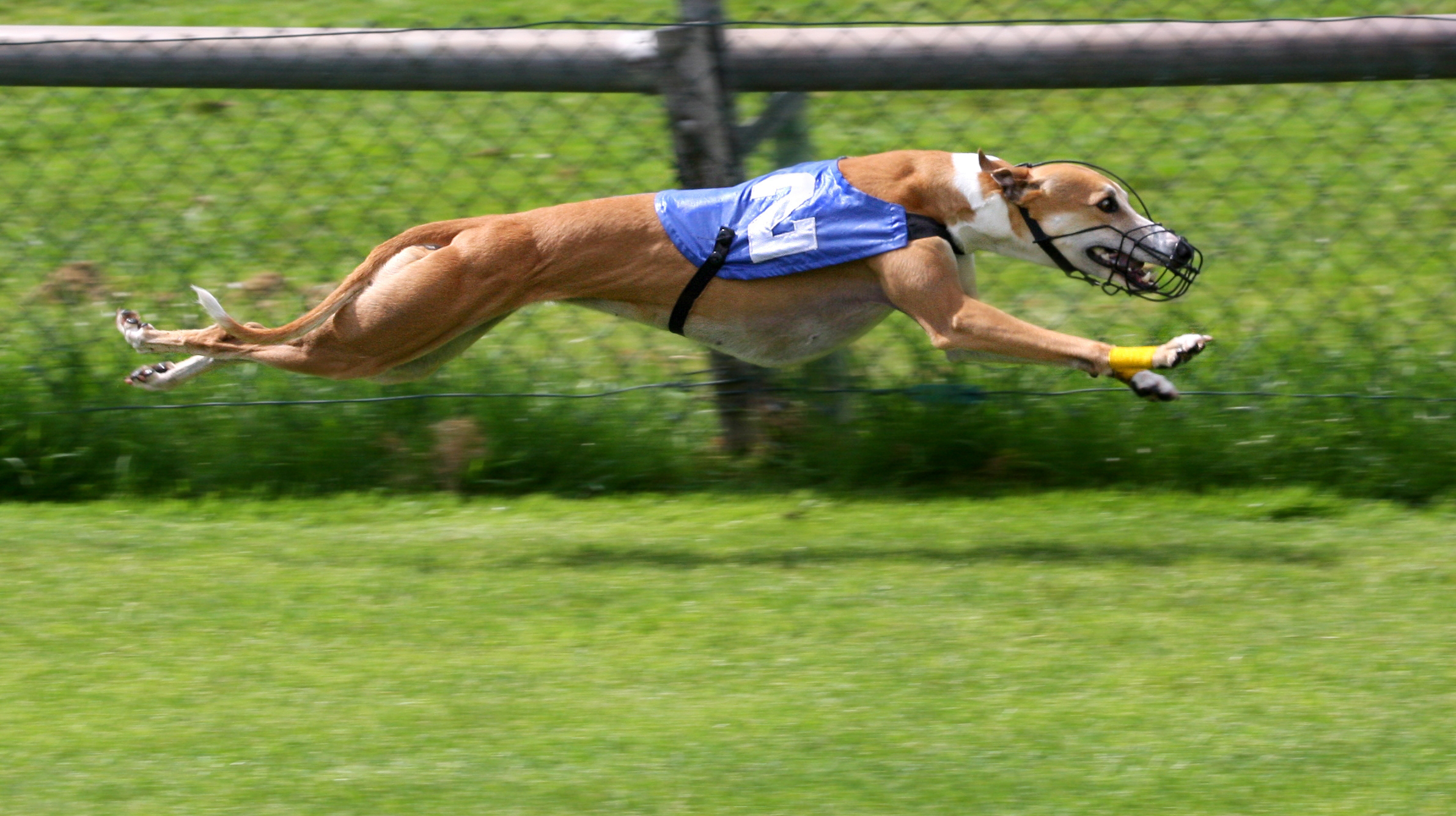
Greyhound racing

Hundkapplöpning är en hundsport där vinthundar springer mot varandra på en ovalbana av sand. De startar ur burar och som mest startar sex stycken samtidigt. Framför dem dras en så kallad "hare", som är en attrapp. Målet är att vara först över mållinjen.  Vinthundar kan även tävla i lure coursing med bedömning av hundens jaktinstinkt.

## Banan
Hundarna springer olika distanser på banan beroende på vad de klarar av.
Distanserna är uppdelade i tre kategorier
- Kortdistans, upp till 350m
- Medeldistans, upp till 550m
- Långdistans, upp till 900m[2]

## Regler
Det finns en hel del regler inom sporten för att säkra hundens välmående.  
Alla hundar ska vara registrerade hos SHCF. Detta kräver att hundens stamtavla framgår, att hunden är registrerad i SKK och är ID-märkt. Hundar under 12 månader får inte träna genom att springa efter en hare på banan, detta för att inte påverka deras fysiska utveckling.
När hundarna  är gamla nog att börja träna och tävla måste de ta en licens. Det är för att säkerställa att hunden jagar haren, klarar av startmomentet och kurvtagningen samt inte på något sätt är våldsam mot andra hundar på banan. Detta bedöms av domare på plats.
Innan en tävling genomgår hunden identitetskontroll, veterinärbesiktning samt tävlingsvikten kontrolleras. Detta för att vara säker på att hunden är fysiskt kapabel att genomföra loppet.
Hundarna kan även bli testade för doping, detta kan göras när som helst och på vilken hund som helst under en tävling. Det är SHCF. Svenska Hundkapplöpningssportens Centralförbund som tar dessa beslut.

## Historia
Tecken finns på att kapplöpning med hundar har funnits sedan första årtusendet. Detta skedde i Rom. Under modern tid var det i England under 1800-talet som sporten fick sin nuvarande form, men på den tiden jagade hundarna en riktig hare. Idag består "haren" av remsor av plast eller tyg vilka är fästade vid en arm som sitter på en vagn som dras runt banan på en vertikal räls.
Den första hundkappslöpningsbanan byggdes under 1920-talet i England, och därefter följde Irland och Australien efter.
I Sverige har fenomenet funnits sedan 1950-talet, och idag organiseras sporten i Sverige genom SHCF, Svenska Hundkapplöpningssportens Centralförbund. År 2008 fanns det ca 650 aktiva utövare av sporten och ca 1000 aktiva kapplöpningshundar. Största klubb i landet är SHS, Stockholms Hundkapplöpningssällskap. Under året arrangeras runt 100 tävlingsdagar över landet. SM går av stapeln varje år under juli månad.

## Spelformer
Under början av 2000-talet gjorde Svenska Spel en satsning på Greyhound Racing. Deras idé byggde på att greyhound betting skulle vara ett komplement till galopp och trav. Intresset var så pass stort att man sände en del lopp på TV. Man spelade då på vinnare i antingen åtta lopp, tre lopp eller de tre främsta i ett specifikt lopp. I dagsläget spelar man inte på detta sätt då Svenska Spel valde att lägga ner spel på hundkapplöpning vid årsskiftet 2005/2006.

## Andra länder
Hundkapplöpning är större i andra länder än vad det är i Sverige. Exempelvis Australien, Irland och Storbritannien är länder där sporten är stor och man satsar mycket pengar på dessa hundar. 

### Banorna i Sverige[4]
| Mariedalsbanan (Alingsås)              |
| Borås Greyhound Park                   |
| Järbo Hundkappbana (Sandviken)         |
| Midlanda (Sundsvall)                   |
| Tommarpsbanan (Simrishamn)             |
| Skellefteå Greyhound Park              |
| Västerås                               |
| Åkers Kanal Greyhound Park (Stockholm) |
| Kanisbanan (Älvsbyn)                   |
| Bista-banan (Örebro)                   |